# (13904) Univinnitsa
(13904) Univinnitsa est un astéroïde de la ceinture principale.

## Description
(13904) Univinnitsa est un astéroïde de la ceinture principale. Il fut découvert le 3 octobre 1975 à Nauchnyj par Lioudmila Tchernykh. Il présente une orbite caractérisée par un demi-grand axe de 2,77 UA, une excentricité de 0,30 et une inclinaison de 8,2° par rapport à l'écliptique.

## Compléments